# (10450) Girard
(10450) Girard est un astéroïde de la ceinture principale.

## Description
(10450) Girard est un astéroïde de la ceinture principale. Il fut découvert le 6 mai 1967 à El Leoncito par Carlos Ulrrico Cesco et Arnold R. Klemola. Il présente une orbite caractérisée par un demi-grand axe de 2,38 UA, une excentricité de 0,19 et une inclinaison de 7,9° par rapport à l'écliptique.

## Compléments